# Millersburg (Oregon)
Millersburg é uma cidade localizada no estado norte-americano de Oregon, no Condado de Linn.

## Demografia
Segundo o censo norte-americano de 2000, a sua população era de 651 habitantes.
Em 2006, foi estimada uma população de 661, um aumento de 10 (1.5%).

## Geografia
De acordo com o United States Census Bureau tem uma área de
12,2 km², dos quais 11,6 km² cobertos por terra e 0,6 km² cobertos por água.

## Localidades na vizinhança
O diagrama seguinte representa as localidades num raio de 16 km ao redor de Millersburg.